# Garai János (püspök)
Garai János (1292 körül – 1357. október 28. után) püspök, diplomata.

## Élete
Garai Pál tárnokmester fia. Kánonjogi doktorátust szerzett. Diplomáciai pályája 1343-ban kezdődött, amikor Kont Miklóssal együtt a nápolyi hadjáratot készítette elő. Nagy Lajos bizalmasa és befolyásos munkatársa, 1348-ban a Velencével kötött békében a király eskütársa. 1351-ben Wolfart Ulrikkal együtt kötötték meg a nápolyi hadjáratokat lezáró békeszerződést. 1346-ban pécsi prépost, még abban az évben veszprémi püspök, 1346-1348 között királyi kápolnaispán.